# Bougainvillia inaequalis
Bougainvillia inaequalis är en nässeldjursart som beskrevs av John Fraser 1944. Bougainvillia inaequalis ingår i släktet Bougainvillia och familjen Bougainvilliidae. Inga underarter finns listade i Catalogue of Life.